# Dariusz Seliga
Dariusz Michał Seliga (ur. 10 kwietnia 1969 w Skierniewicach) – polski polityk, urzędnik i menedżer, poseł na Sejm V, VI i VII kadencji.

## Życiorys
Absolwent administracji w Szkole Wyższej im. Pawła Włodkowica w Płocku. Pracował jako urzędnik, przedstawiciel handlowy i kierownik działu logistyki. Prowadził również własną działalność gospodarczą. W wyborach samorządowych w 1998 bezskutecznie ubiegał się o mandat radnego Skierniewic z listy Unii Wolności. Działał potem w Przymierzu Prawicy, z którym przystąpił do Prawa i Sprawiedliwości. Od 2003 zatrudniony w administracji samorządu warszawskiego, od 2004 jako pełnomocnik prezydenta miasta, w 2005 przez kilka miesięcy był burmistrzem dzielnicy Włochy.
W 2005 z listy PiS został wybrany na posła V kadencji w okręgu piotrkowskim. W wyborach parlamentarnych w 2007 po raz drugi uzyskał mandat poselski, otrzymując 14 393 głosów. W wyborach parlamentarnych w 2011 z powodzeniem ubiegał się o reelekcję – oddano na niego 8129 głosów (3,11% głosów oddanych w okręgu). W 2015 został zawieszony w prawach członka PiS po doniesieniach medialnych, jakoby miał nielegalnie uzyskać pozwolenie na broń. Nie wystartował w tym samym roku w kolejnych wyborach. W 2016 został prezesem PKP Cargo Connect. W 2021 powołany na stanowisko prezesa PKP Cargo International. W 2022 objął funkcję prezesa PKP Cargo. W lutym 2024 został zawieszony w pełnieniu tej funkcji, a w kwietniu tego samego roku odwołano go z zajmowanego stanowiska.
W maju 2025 został prawomocnie skazany przez Sąd Okręgowy w Łodzi za poświadczenie nieprawdy w dokumentach przy uzyskaniu pozwolenia na broń na karę jednego roku pozbawienia wolności z warunkowym zawieszeniem jej wykonania oraz na grzywnę.

## Odznaczenia
- Złoty Medal „Za Zasługi dla Pożarnictwa” – 2013[12]
- Srebrny Medal „Za Zasługi dla Pożarnictwa” – 2009[13]
- Medal XXX-lecia Związku Żołnierzy Wojska Polskiego – 2013[14]
- Medal „60 Lat Udziału Polski w Misjach Poza Granicami Państwa” (SKMP ONZ) – 2013[15]